# Apocalisse di Pietro (copta)
L'Apocalisse copta di Pietro, anche nota come Apocalisse gnostica di Pietro, è un apocrifo del Nuovo Testamento di cui una versione in lingua copta (probabilmente traduzione di una versione originale in lingua greca) è stata ritrovata tra i codici di Nag Hammadi, di attribuzione pseudoepigrafa all'apostolo Pietro. Non va confusa con un'altra Apocalisse di Pietro, in lingua greca, anch'essa apocrifa.
Nel IV secolo il Catalogus Claromontanus la considerava canonica.

## Datazione e contenuto
Il manoscritto deriva da un originale risalente al IV secolo; la datazione della versione greca va dalla metà del II alla metà del III secolo, anche in considerazione del fatto che vi si presenta un personaggio di nome Hermas che si oppone alla visione presentata dal Pastore di Erma, un'opera del 140 circa, riguardo alla possibilità di pentimento.
Contiene un dialogo tra Pietro e il Salvatore (Gesù), in particolare circa il valore salvifico della crocifissione. La cristologia gnostica rappresentata da questa apocalisse raffigura Gesù come un salvatore docetico. È anche evidente una polemica tra il cristianesimo "proto-ortodosso" e la comunità gnostica cui questa opera era indirizzata; quest'ultima vantava Pietro come fondatore, in opposizione alla corrente ortodossa.